# Jade Labastugue
Jade Labastugue (Tolosa, 20 luglio 2003) è una pistard e ciclista su strada francese, attiva come Elite/Under-23 dal 2022.

## Palmarès

### Pista
- 2021 (Juniores/Elite)

Campionati francesi, Inseguimento individuale Junior
Campionati francesi, Omnium
- 2022

Campionati francesi, Inseguimento individuale
Campionati francesi, Corsa a punti
Campionati francesi, Omnium
Campionati francesi, Corsa a eliminazione
- 2023

Campionati francesi, Inseguimento a squadre (con Clémence Chéreau, Léane Tabu, Aurore Pernollet e Violette Demay)
Grand Prix Poland, Scratch
Grand Prix Poland, Omnium
Grand Prix Poland, Corsa a eliminazione

## Piazzamenti

### Competizioni mondiali
- Campionati del mondo su pista

Il Cairo 2021 - Inseguimento a squadre Junior: 2ª
Il Cairo 2021 - Corsa a punti Junior: 5ª
Il Cairo 2021 - Americana Junior: 2ª
Saint-Quentin-en-Yvelines 2022 - Scratch: 14ª
Saint-Quentin-en-Yvelines 2022 - Corsa a eliminazione: 17ª

### Competizioni continentali
- Campionati europei su pista

Anadia 2022 - Inseguimento individuale Under-23: 6ª
Anadia 2022 - Inseguimento a squadre Under-23: 4ª
Anadia 2022 - Omnium Under-23: 3ª
Anadia 2022 - Americana Under-23: 6ª
Monaco di Baviera 2022 - Scratch: 16ª
Monaco di Baviera 2022 - Inseguimento individuale: 10ª